# Lucapinella elenorae
Lucapinella elenorae is een slakkensoort uit de familie van de Fissurellidae. De wetenschappelijke naam van de soort is voor het eerst geldig gepubliceerd in 1967 door James Hamilton McLean.